# Maximilian Joseph Leidesdorf
Maximilian Marcus Joseph Leidesdorf, genannt Max Joseph Leidesdorf (* 5. Juli 1787 in Wien; † 27. September 1840 in Florenz) war ein österreichischer Komponist für das Klavier, Musikalienhändler in Wien und Florenz sowie Musikverleger.

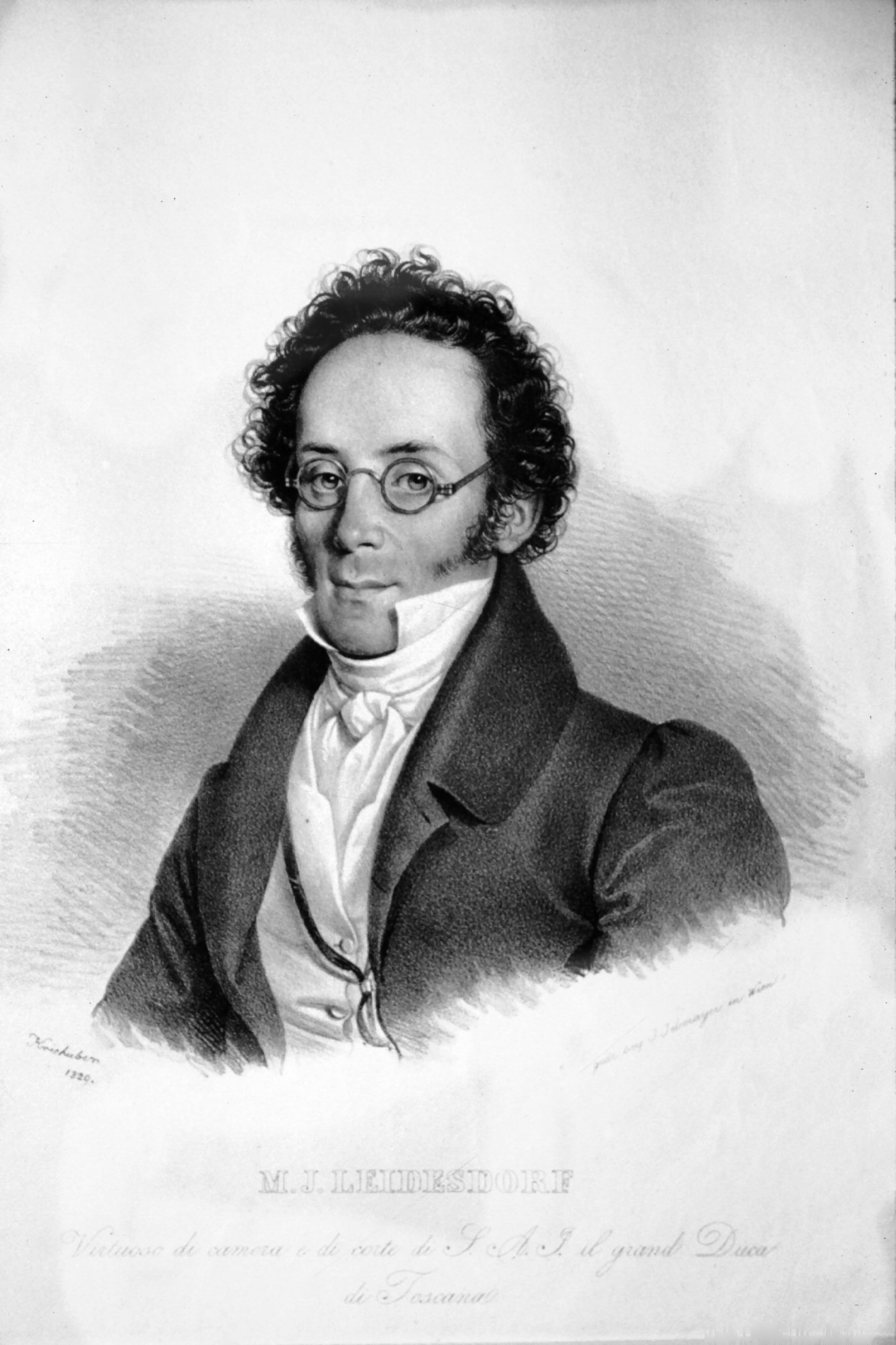
Maximilian Josef Leidesdorf, Lithographie von Josef Kriehuber, 1829

## Leben
Maximilian „Max“ Leidesdorfs Eltern waren der Wechsler und Großhändler Joseph Leidesdorf (1743–1805) und dessen Ehefrau Anna Hönig von Hönigsberg (Adel 1789, 1724–1808).
Leidesdorf war ein ausgezeichneter Pianist und fruchtbarer Komponist, dessen Kammer- und Kirchenmusik besonders geschätzt wurde. Er begründete 1822 mit Ignaz Sauer den Verlag Sauer & Leidesdorf; von 1827 bis 1833 hieß die Firma Max. Jos. Leidesdorf. Leidesdorf verlegte u. a. Werke von Ludwig van Beethoven und Franz Schubert; daneben gehörte er zu den Komponisten, die eine Variation zu Anton Diabellis Vaterländischem Künstlerverein beisteuerten. Mit Luigi Legnani schrieb er auch Kammermusik mit Gitarre. Um 1830 verließ er Wien und lebte in Florenz, wo er auch starb.
Er heiratete 1810 in Triest Elisabeth Cremes († 1840). Das Paar hatte 9 Kinder, darunter:
- Gustav (* 1811), Klavierkomponist
- Maximilian (1816–1889) ⚭ Amalie Selss (1826–1915)
- Ferdinand (* 1828), Zeichner